# Ингер, Григорий Бенционович
Герш Бенционович (Григорий Борисович) Ингер (идиш הערש אינגער‎‎; 22 января 1910, Сарны, Липовецкий уезд, Киевская губерния, Российская империя — 11 февраля 1995, Москва, Российская Федерация) — советский художник, известный иллюстрациями произведений Шолом-Алейхема. Член Союза художников СССР.

## Биография

### Происхождение
Герш Ингер родился в селе Сарны (Охримово, Сарна) Липовецкого уезда Киевской губернии (ныне Черкасская область Украины).
Детство провёл в Умани, где посещал еврейскую начальную религиозную школу (хедер), а также брал уроки игры на скрипке.
В 1925 году переехал в Киев, где с 1926 по 1930 год учился в Киевской еврейской художественно-промышленной школе у М. И. Эпштейна, под влиянием которого воспринял художественную идеологию еврейского модернизма Культур-Лиги.
До начала 1930-х Ингер работал в основном в кубистической манере.

### Жизнь в эвакуации
В годы Великой Отечественной войны в эвакуации с женой и дочерью жил в деревне Новое Климово Чувашской АССР (на фронт не попал в связи с потерей слуха), где начинает антифашистские циклы, растянувшиеся на много лет — «Бабий Яр», «Камни Треблинки», «Последний путь».
В своем дневнике в 1943 году Ингер пишет: «При свете коптилки копировал рисунки Микеланджело, еле двигал пальцами… Я работал с наслаждением». В поисках работы Ингер ходит по соседним деревням (из дневниковой записи от 23 декабря 1943 года: «Последние два дня ходил по деревням, искал работу…»). Ингер отзывается о деревенских жителях округи: «Они уравновешены, спокойны. Такими могут быть только большие философы — или дети. Может, это высшая человеческая мудрость?». В это время Ингер работает над иллюстрациями к роману Шолом-Алейхема, рисует с натуры соседских детишек, ходит в лес за дровами (из дневниковой записи от 25 февраля 1944 года: «Сегодня закончил иллюстрации к роману Шолом-Алейхема „Иоселе-Соловей“, теперь работаю над иллюстрацией к „Тевье-молочнику“. В работе ищу спасения от тяжелых дум. Собираемся с женой в деревню Кольцовка — двенадцать километров в стужу, но идти надо. Мы остались без хлеба. Может быть, за работу удастся получить мукой»).
Весной 1944 года Ингер работал над иллюстрациями к Гамлету.

### После войны
В 1944 году вернулся в Москву.
Место захоронения: Москва, Востряковское кладбище (квадрат 36-3, ряд 10, ограда/участок 391).

## Семья
Жена — Ингер Песя Срульевна (1916—1973).
Мать похоронена (в первой половине 1940-х) в деревне Новое Климово Чувашской Республики. Брат умер во время Великой Отечественной войны.

## Наследие
Работы Григория Ингера находятся в Государственной Третьяковской галерее, Государственном музее изобразительных искусств им. Пушкина, Центральном музее музыкальной культуры им. М. И. Глинки, Музее кино, художественной галерее г. Чебоксары, музее г. Белгорода, Еврейском музее в Париже, а также в частных собраниях в России, США, Израиле, Англии.